# P.B. Voelkner

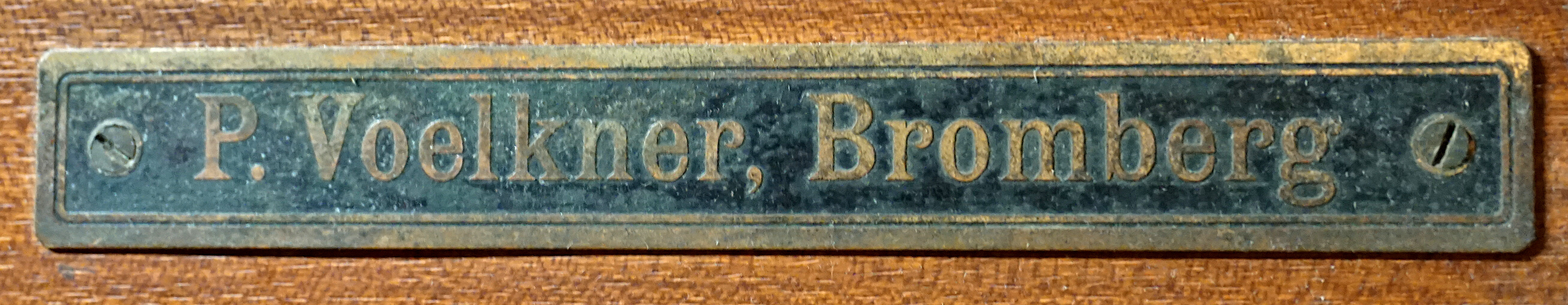
Szyld firmy Voelkner na organach w Swornegaciach

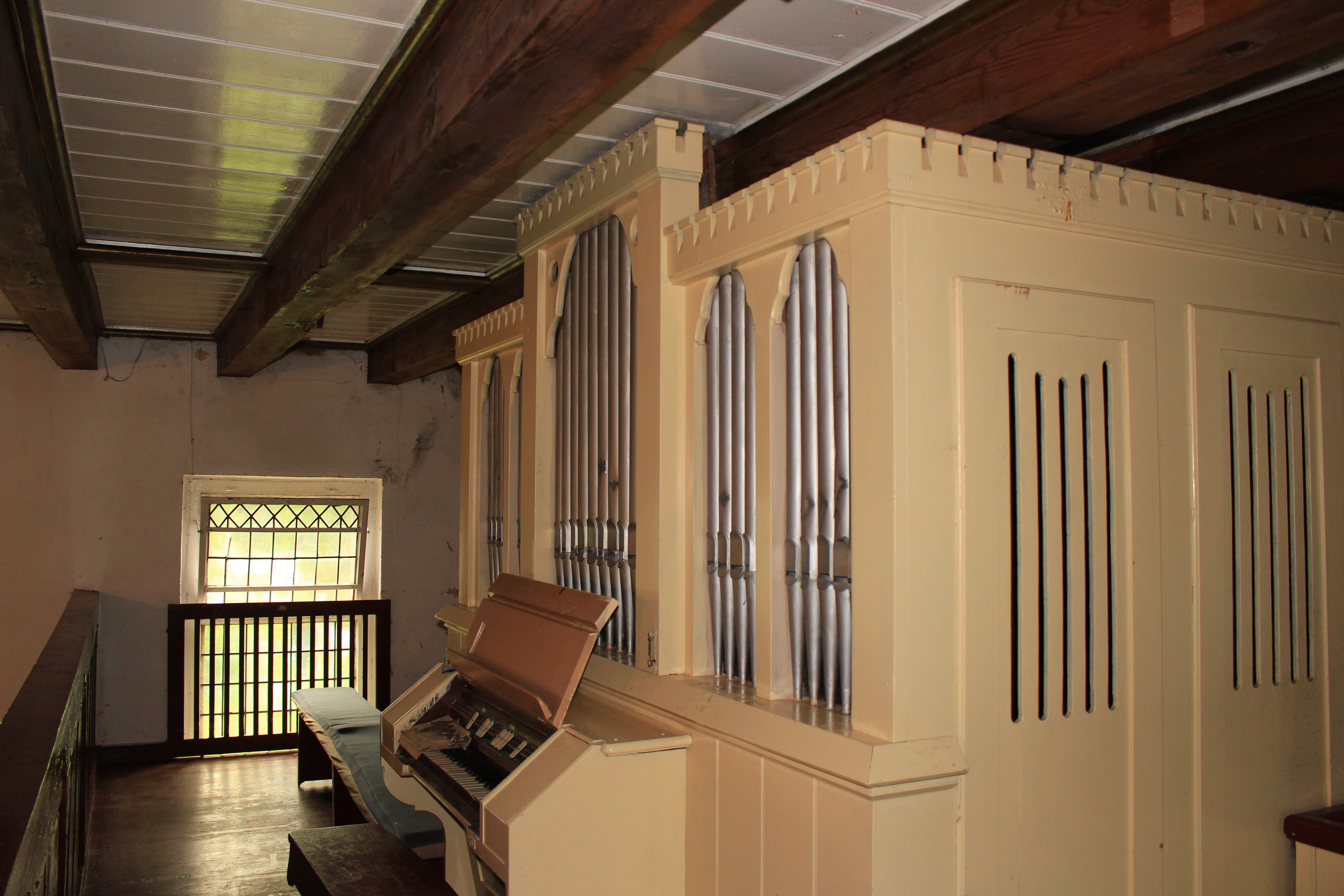
Organy Boleszewo

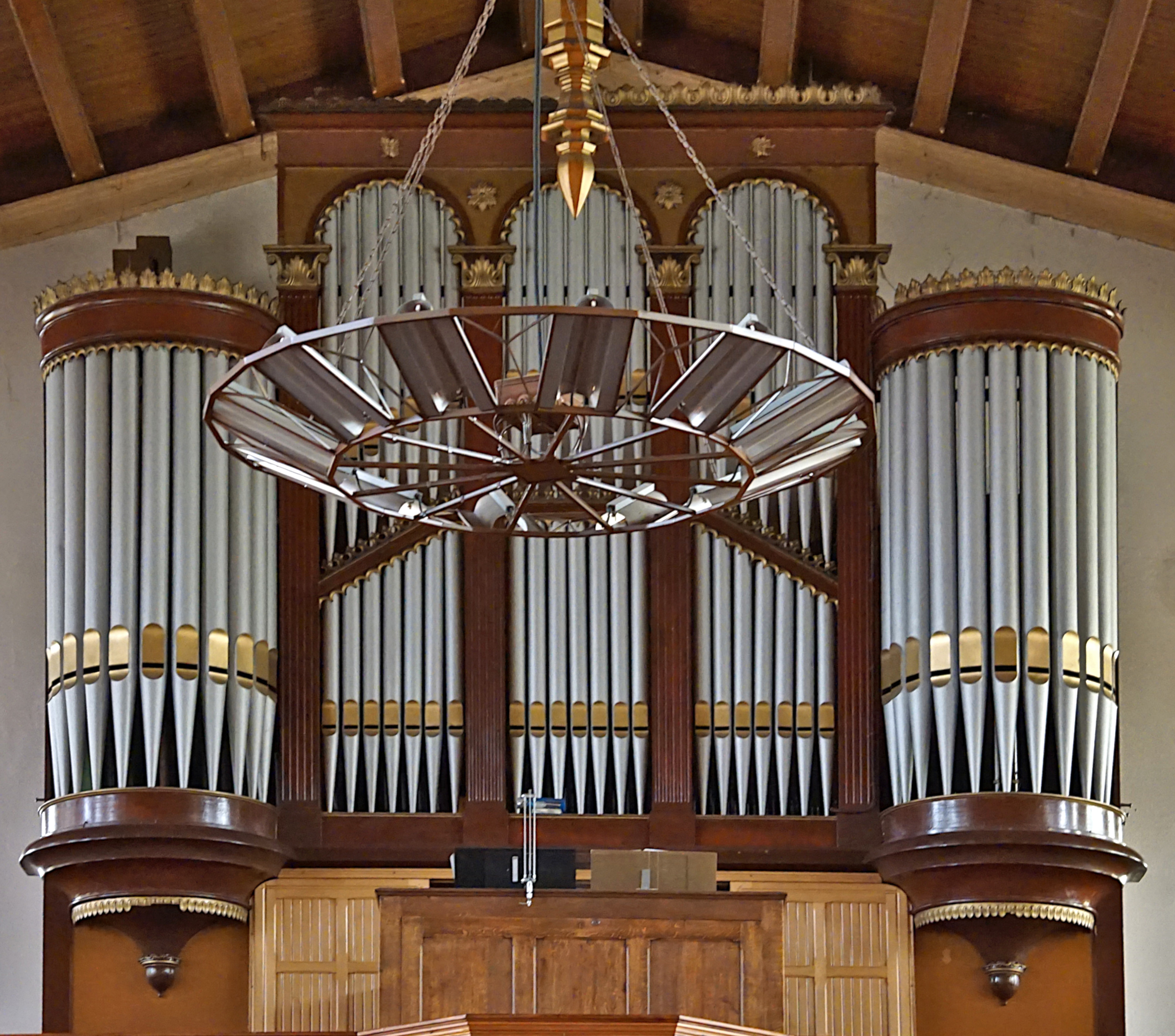
Organy w Bytowie

P.B. Voelkner (właśc. Paul Voelkner) – właściciel firmy organmistrzowskiej działającej na przełomie XIX/XX w. Pierwotnie swoją siedzibę miała w Duninowie (niem. Dünnow) na Pomorzu, a od 1906 roku w Bydgoszczy.

## Historia
Założycielem firmy był Christian Friedrich Voelkner, syn miejscowego rolnika i naczelnika gminy. W młodości pomagał swojemu ojcu, który to zajmował się robotami stolarskimi, jak i strojeniem fortepianów. Młodemu Christianowi szczególnie podobały się prace przy strojeniu instrumentów, dlatego w niedługim czasie postanowił wybudować organy dla miejscowego kościoła. Ich wykonanie przysparzało jednak Christianowi wiele trudności, tak iż odłożył ją na bok i udał się na praktykę do zakładu Buchholz w Berlinie.
Kiedy w 1859 r. wrócił do Duninowa – rok ten uważa się za początek istnienia zakładu Voelknera – zabrał się raz jeszcze do pracy nad swym niedokończonym instrumentem. Przedsięwzięcie to zakończyło się pełnym sukcesem. Pierwsze organy dzieła Voelknera znalazły rzekomo swe miejsce w kościele w Charnowie (Arnshagen). Pierwszy krok został uczyniony. Wkrótce młody przedsiębiorca otrzymywać zaczął nowe zlecenia, które wykonywał sam, lub z pomocą swego bliskiego krewniaka. Christian Voelkner urządził swój zakład w budynku należącym do ojca. Odpowiednich maszyn jeszcze nie posiadał, a wszystkie prace wykonywane były ręcznie.
Po zakończeniu niemiecko-francuskiej wojny 1870-1871 we wschodniej części Pomorza wzrosło zapotrzebowanie na organy. Dzięki pomocy rządu wiele gmin kościelnych uzyskało możliwość wymiany swych organów, często niesprawnych, na instrumenty nowe. Tak więc do firmy Voelknera napływało coraz to więcej zleceń. Wkrótce, dzięki swej pilności i solidności, Voelkner mógł zakupić sobie ziemię i wybudować własny dom, w którym to urządził swój zakład. W tymże czasie zatrudniał już trzech pomocników. Starannie wykonane, dobrze brzmiące instrumenty Voelknera przyniosły mu sławę nie tylko na Pomorzu, lecz także w pozostałych regionach ówczesnych Niemiec. Również w dzienniku urzędowym rejencji koszalińskiej z 27 listopada 1873 r. zalecano usługi firmy organmistrza z Duninowa. W 1876 r. Christian Voelkner wybudował większy budynek fabryczny. W 1877 r. zakupił pierwsze maszyny. Liczba zatrudnionych u niego pracowników ciągle wzrastała. W 1888 r. wytworzono w firmie setne organy.
W 1900 r. Christian Friedrich Voelkner przekazał swą firmę synowi, Paulowi, który już wcześniej został dobrze zaznajomiony ze sztuką wytwarzania organów. Zakład pod kierownictwem Paula Voelknera ciągle się rozrastał. Aby sprostać napływającym zamówieniom, Voelkner zatrudniał już ok. 20 organmistrzów. Dzięki temu produkowano rocznie przeciętnie 10 nowych organów. Instrumenty Voelknera „wędrowały” nawet do dalekich krajów. Pewien niemiecki podróżnik, który zatrzymał się w mieście Dar es-Salaam (wschodnia Afryka), został niezmiernie zaskoczony, kiedy podczas zwiedzania kościoła odkrył na organach szyld firmowy: „P.B. Voelkner-Dünnow”. Również u Paula Voelknera złożone zostało zamówienie na organy dla nowo wybudowanego kościoła katolickiego w Koczale.
Stary organmistrz i założyciel firmy, Christian Friedrich Voelkner, umarł 31 lipca 1905 r. Pochowany został na cmentarzu w Duninowie, w powiecie słupskim. Wkrótce po śmierci ojca Paula Voelknera spotkało wielkie nieszczęście. W nocy z 17 na 18 stycznia 1906 r. – w czasie, kiedy Voelkner był w podróży służbowej – zakład padł ofiarą złośliwego podpalenia. Paul Voelkner nie upadł jednak na duchu. Postanowił nawet wybudować większy zakład niż ten, który się spalił. Jednakże nowa fabryka Voelknera nie została tym razem wybudowana w Duninowie, tylko w Bydgoszczy. Paul Voelkner zatrudniał w Bydgoszczy ok. 50 pracowników. W ciągu roku wytwarzał przeciętnie 30 nowoczesnych, pneumatycznych organów kościelnych.
Po zakończeniu I wojny światowej miasto Bydgoszcz znalazło się w granicach odrodzonej Polski. Wówczas to nastąpił ostateczny koniec działalności firmy Voelknera. Pewien człowiek interesu urządził sobie w fabryce stolarnię. Paul Voelkner zamieszkał po tym zdarzeniu w majątku na Pomorzu, a jego dalsze losy pozostają nieznane.